# DO YOU DREAMS COME TRUE?
《DO YOU DREAMS COME TRUE?》는 DREAMS COME TRUE가 2009년 3월 21일에 발매한 15번째 정규 음반이다.

## 개요
- 1989년 3월 21일 발매한 데뷔 앨범 《DREAMS COME TRUE》로부터 정확히 20년이 지난 2009년 3월 21일에 발매.
- 첫회반(2CD), 첫회반(CD+DVD), 통상반(CD) 3가지 형태로 발매.
- 첫회반(2CD)에는 베스트 앨범 《DREAMS COME TRUE GREATEST HITS "THE SOUL 2"》가 포함된다. 앨범 《monkey girl odyssey》부터 《AND I LOVE YOU》까지의 노래 중에서, 투표로 뽑힌 노래 17곡을 수록.
- 첫회반(CD+DVD)에는 《WINTER FESTA 2008 DCTgarden "THE LIVE"》의 라이브 영상이 수록된 DVD가 포함된다.
- 보통 일본의 음반은 수요일에 발매되지만, 이 음반은 토요일에 발매되었다.

## 수록곡

### CD1: DO YOU DREAMS COME TRUE?
1. a song for you ~opening theme of dydct?~
2. MERRY-LIFE-GOES-ROUND
3. 쓰레텟테 쓰레텟테 (連れてって 連れてって)
4. TO THE BEAT, NOT TO THE BEAT
5. 아 모!! (あぁもう!!)
6. 다잇키라이 데모아리가토 (大っきらい でもありがと)
7. サヨナラメーター／タメイキカウンター
8. TRUE, BABY TRUE. -EXTENDED VERSION-
9. MIDDLE OF NOWHERE
10. ALMOST HOME
11. GOOD BYE MY SCHOOL DAYS
12. a love song

### CD2: GREATEST HITS "THE SOUL 2"
| 오리콘 주간 앨범차트 1위 2009년 3월 30일자 |                                               |                                 |
| 이전                                       | DREAMS COME TRUE 《DO YOU DREAMS COME TRUE?》 | 다음                            |
| 레미오로멘 《레미오베스트》                | DREAMS COME TRUE 《DO YOU DREAMS COME TRUE?》 | 하마사키 아유미 《NEXT LEVEL]》 |
|                                            |                                               |                                 |
|                                            |                                               |                                 |

| 오리콘 주간 앨범차트 1위 2009년 4월 13일자 (총 2주) |                                               |                                   |
| 이전                                                | DREAMS COME TRUE 《DO YOU DREAMS COME TRUE?》 | 다음                              |
| 하마사키 아유미 《NEXT LEVEL》                      | DREAMS COME TRUE 《DO YOU DREAMS COME TRUE?》 | 쇼난노카제 《쇼난노카제 ~JOKER~》 |
|                                                     |                                               |                                   |
|                                                     |                                               |                                   |